# Beschleunigtes Verfahren (Strafverfahren, Deutschland)
Beschleunigtes Verfahren bezeichnet im deutschen Recht eine besondere Form des Strafverfahrens durch die Justiz. Es dient dazu, strafrechtlich relevante Sachverhalte mit einer einfachen Beweislage schnell und effektiv zu verhandeln. Die Strafe soll dabei der Tat gewissermaßen „auf dem Fuße“ folgen.
Die Unterschiede zum normalen Strafverfahren liegen in folgenden Punkten:
- Das beschleunigte Verfahren ist nur zulässig, wenn seit der Tat erst kurze Zeit vergangen ist.
- Die Ladungsfrist beträgt nur 24 Stunden, § 418 Abs. 2 Satz 3  StPO, nicht 7 Tage wie im Normalverfahren.
- Im beschleunigten Verfahren findet eine Entscheidung über die Eröffnung des Hauptverfahrens nicht statt. Statt einer schriftlichen Anklage kann die Staatsanwaltschaft die Anklage auch mündlich zu Protokoll der Hauptverhandlung erheben. Die Hauptverhandlung wird in der Regel spätestens sechs Wochen nach Eingang des Antrages bei Gericht durchgeführt. (§ 418 StPO.)
- Eine höhere Strafe als eine Freiheitsstrafe von einem Jahr darf nicht verhängt werden (§ 419 Abs. 1 Satz 2 StPO). Wenn eine Freiheitsstrafe von mindestens sechs Monaten zu erwarten ist, muss das Gericht dem Angeklagten einen Pflichtverteidiger bestellen, wenn er noch keinen Verteidiger hat (§ 418 Abs. 4 StPO). Entziehung der Fahrerlaubnis ist zulässig, andere Maßregeln der Besserung und Sicherung dürfen nicht verhängt werden.
- Die Beweisaufnahme ist vereinfacht, insbesondere kann der Strafrichter (aber nicht das Schöffengericht) Beweisanträge ohne Bindung an die im Normalverfahren zu beachtenden gesetzlichen Ablehnungsgründe ablehnen und ist nur an die Amtsaufklärungspflicht gebunden (§ 420 StPO).

## Durchführung

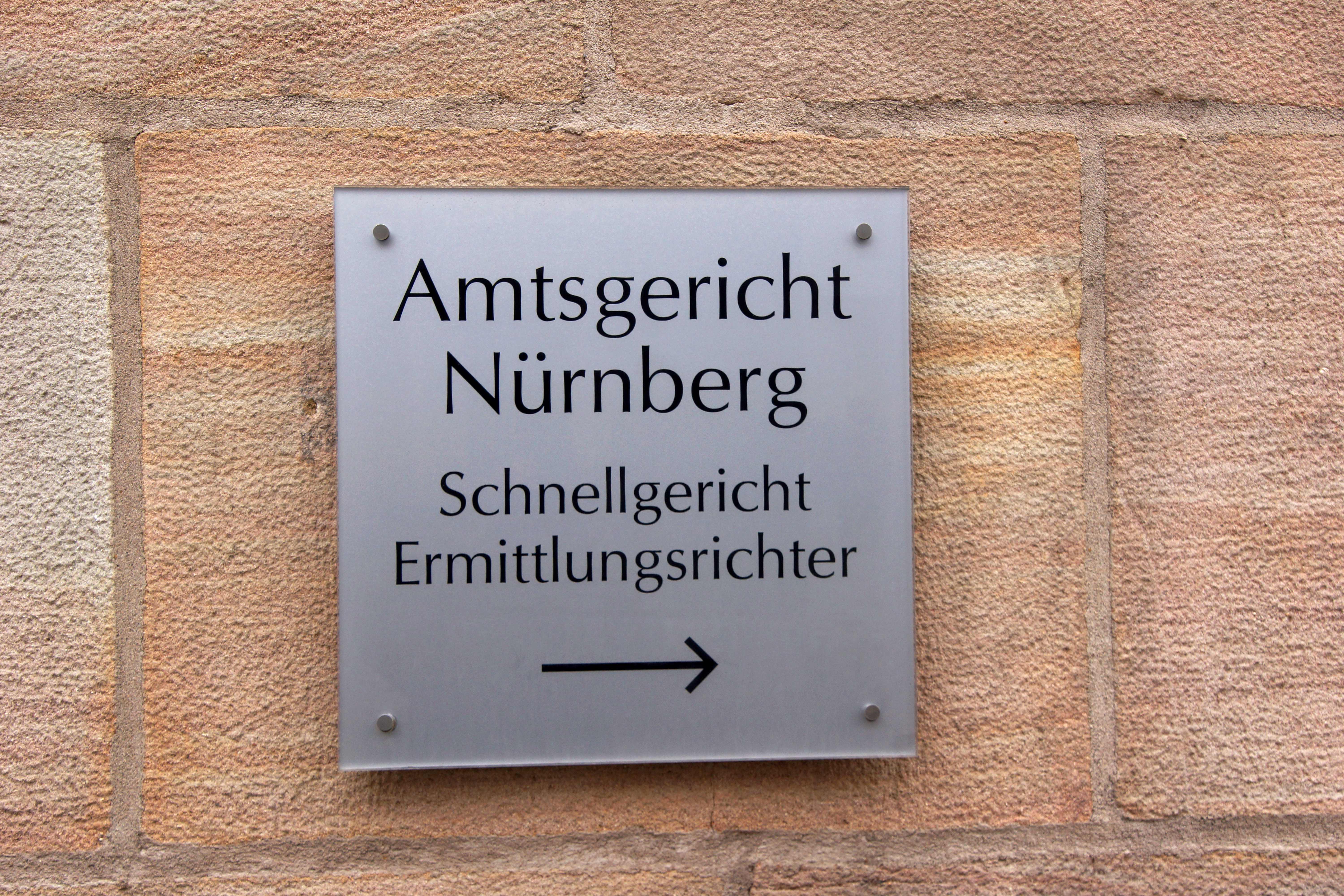
Das Schnellgericht in Nürnberg

Den Antrag auf Durchführung des beschleunigten Verfahrens stellt die Staatsanwaltschaft beim Strafrichter oder dem Schöffengericht am Amtsgericht, wenn die Sache aufgrund des einfachen Sachverhalts oder der klaren Beweislage zur sofortigen Verhandlung geeignet ist (§ 417 StPO). Wenn sich die Sache zur Verhandlung in diesem Verfahren eignet, muss das Gericht dem Antrag der Staatsanwaltschaft auf Durchführung des beschleunigten Verfahrens entsprechen (§ 419 Abs. 1 StPO). Bei Haftsachen, in der sich der Beschuldigte in repressivem Polizeigewahrsam befindet (ausschließlich vorläufige Festnahmen) entscheidet das örtlich zuständige Schnellgericht über die Fortdauer.
Wenn das Gericht entweder den Angeklagten für nicht hinreichend verdächtig hält oder die Sache für die Verhandlung im beschleunigten Verfahren für nicht geeignet hält (etwa weil die Beweislage schwierig ist oder eine höhere Strafe als eine Freiheitsstrafe von einem Jahr zu erwarten ist), verhandelt es nicht im beschleunigten Verfahren, sondern entscheidet über die Eröffnung des Hauptverfahrens (§ 201, § 203 StPO). Wenn die Anklage dann zur Hauptverhandlung zugelassen wird, findet das weitere Verfahren im Normalverfahren statt, in dem die besonderen Regelungen des beschleunigten Verfahrens nicht angewendet werden können. Lehnt das Gericht die Eröffnung des Hauptverfahrens ab, kann die Staatsanwaltschaft hiergegen sofortige Beschwerde einlegen. Auf die Beschwerde kann das Beschwerdegericht allerdings nur die Anklage zulassen und das Hauptverfahren eröffnen, nicht aber die Durchführung des beschleunigten Verfahrens anordnen. Die Entscheidung des Gerichts, das beschleunigte Verfahren nicht durchzuführen, ist daher nicht anfechtbar.
Nach dem Gesetzeswortlaut können beschleunigte Verfahren auch vor dem Schöffengericht durchgeführt werden. Da aber gemäß § 25, § 28 GVG das Schöffengericht erst dann zuständig ist, wenn entweder eine Freiheitsstrafe von mehr als zwei Jahren zu erwarten ist oder wenn ein Verbrechen angeklagt ist (für das aber kraft Gesetz die Mindeststrafe ein Jahr Freiheitsstrafe beträgt, § 12 Abs. 1 StGB), im beschleunigten Verfahren jedoch eine höhere Strafe als ein Jahr Freiheitsstrafe nicht festgesetzt werden darf, kommen beschleunigte Verfahren vor dem Schöffengericht praktisch nicht vor.
Gegen das im beschleunigten Verfahren ergangene Urteil können Staatsanwaltschaft und Angeklagter die normalen Rechtsmittel (Berufung und Revision) einlegen. Im Rechtsmittelverfahren gelten die besonderen Vorschriften für das beschleunigte Verfahren nicht mehr. Durch die Einlegung der Berufung kann also der Angeklagte erzwingen, dass eine erneute Beweisaufnahme, diesmal ohne die Beschränkungen des § 420 StPO, stattfindet.
Bis 1994 war das Verfahren in den §§ 212 ff. StPO geregelt. Durch das Verbrechensbekämpfungsgesetz wurden die Vorschriften reformiert, um Staatsanwaltschaften und Amtsgerichte zu einer stärkeren Nutzung der Verfahrensart zu bewegen.

## Bedeutung in der Praxis
Das beschleunigte Verfahren hat gegenüber dem Verfahren mit einer gewöhnlichen Hauptverhandlung eine zahlenmäßig völlig untergeordnete Bedeutung. Im Jahr 2019 wurden in Deutschland 660.816 Strafverfahren vor dem Amtsgericht erledigt (ohne Jugendschutzsachen, Privatklagen und beschleunigte Verfahren), dagegen nur 13.789 Verfahren, die nach §§ 417 ff. StPO eingeleitet worden waren (etwa 2,1 Prozent). Auch ist die Praxis in den einzelnen Bundesländern sehr unterschiedlich; so stehen den 19.661 rheinland-pfälzischen Strafverfahren nur 14 beschleunigte Verfahren gegenüber (0,07 Prozent). In Brandenburg gab es 2019 hingegen 2.115 Anklagen im beschleunigten Verfahren bei 21.635 erledigten Verfahren (9,8 Prozent).